# Abertzale Sozialisten Batasuna
Abertzale Sozialisten Batasuna (del català Unió de Socialistes Patriotes) va ser un partit polític promogut per Batasuna, llavors il·legalitzat, que es va presentar el 2007 a les eleccions municipals i forals al País Basc i Navarra, així com a les autonòmiques de Navarra, si bé va ser il·legalitzat abans de la celebració de les eleccions. Igual que els seus promotors, era d'ideologia nacionalista basca i independentista.
En els seus estatuts es marcaven entre els seus objectius la "independència nacional d'Euskal Herria" així com "la definitiva superació del conflicte" mitjançant "un procés de diàleg". Els seus estatuts també manifestaven que la consecució d'aquests objectius "es durà a terme pel que fa als principis democràtics i al pluralisme social i polític, així com mitjançant la defensa dels drets humans i llibertats fonamentals de les persones i dels pobles i, emprant per a això, exclusivament, vies polítiques i democràtiques". Tot i que apostava per vies polítiques i per un procés de pau no hi havia una condemna expresa i directa a ETA i per això hom considerà que vulnerava la Llei de Partits espanyola, encara que l'entorn de Batasuna expressà que la respectava "escrupolosament".
Va ser registrat el 27 de març de 2007 per Marije Fullaondo al Ministeri de l'Interior. Aquesta mateixa nit, el president del Govern espanyol, José Luis Rodríguez Zapatero, va confirmar que Interior ja havia vist indicis d'il·legalitat i va demanar a la Fiscalia General de l'Estat que investigués. Així, el 3 d'abril, el Fiscal General Cándido Conde-Pumpido va sol·licitar al Tribunal Suprem que detingués el procés de legalització d'ASB per tractar-se d'"una successió o continuadora de Batasuna", basant-se en quatre aspectes: la reutilització del nom de Batasuna en la nova formació, la pertinença a Herri Batasuna de dos dels seus promotors, la identitat en l'organització i l'estructura entre Batasuna i ASB, i la imputació a Marije Fullaondo d'un delicte de pertinença a banda armada, encara que la sentència no era ferma.
Tanmateix, el 13 de maig el dirigent de Batasuna Pernando Barrena va demanar a Bilbao el vot per Acció Nacionalista Basca (ANV) en les eleccions municipals del mateix mes davant la il·legalitat dictada contra ASB. Aquest partit va acabar obtenint diversa representació, no sense abans ser impugnades algunes de les seves llistes per estar "contaminades" per Batasuna.
El 16 de maig, la sala 61 del Tribunal Suprem va prohibir la inscripció d'ASB en el registre de partits polítics, acceptant les argumentacions de Fiscalia i Advocacia de l'Estat i apreciant que ASB era un altre intent en la reiterada trajectòria de Batasuna, la qual, en totes les eleccions després de la seva il·legalització el 2003, havia mostrat el propòsit de presentar-se als comicis.